# ماتی اونت
ماتی اونت (استونیایی: Mati Unt; ۱ ژانویهٔ ۱۹۴۴ – ۲۲ اوت ۲۰۰۵) نویسنده، نمایشنامه‌نویس و کارگردان نمایش اهل استونی بود.